# United Ancient Order of Druids
United Ancient Order of Druids (UAOD) är en organisation som grundades i England 1833, efter en uppsats med Ancient Order of Druids. Dess motto är United to assist.
Organisationen finns i USA, Australien, Nya Zeeland, Tyskland, Sverige, Danmark, Norge, Island, Schweiz.